# Bradysia ruginosa
Bradysia ruginosa är en tvåvingeart som beskrevs av Werner Mohrig 1992. Bradysia ruginosa ingår i släktet Bradysia och familjen sorgmyggor.
Artens utbredningsområde är Spanien. Inga underarter finns listade i Catalogue of Life.